# Sophia, der Tod und ich
Sophia, der Tod und ich ist ein deutscher Spielfilm von Charly Hübner aus dem Jahr 2023 mit Dimitrij Schaad, Anna Maria Mühe, Marc Hosemann und Johanna Gastdorf. Das Drehbuch von Lena May Graf basiert auf dem gleichnamigen Roman von Thees Uhlmann.

## Handlung
Der in Berlin lebende Altenpfleger Reiner hat eine schlaflose Nacht hinter sich, als es an seiner Wohnungstür klingelt. Draußen steht ein blasser Typ, der sich als Morten de Sarg vorstellt. Er ist der Tod und soll Reiner, der an einem unentdeckten Herzfehler sterben soll, ins Jenseits begleiten. Ein solcher Herzfehler war auch der Grund für den frühen Tod seines Vaters.
Bevor es allerdings dazu kommt, klingelt es erneut an der Tür und davor steht Reiners Ex-Freundin Sophia. Reiner und Sophia sind zum Geburtstag seiner weit entfernt lebenden Mutter Lore eingeladen; die beiden hatten es noch nicht übers Herz gebracht, ihr von ihrer Trennung zu erzählen. Die drei machen sich daher gemeinsam auf den Weg in Richtung norddeutsche Provinz, um Reiners Mutter sowie seinen siebenjährigen Sohn Johnny zu besuchen. Mit im Gepäck haben sie ein paar Flaschen Wodka, an denen vor allem Morten Gefallen findet.
Auf ihrer Reise wird das Trio von Gott und Erzengel Michaela beobachtet. Neben Morten gibt es noch weitere Tode, die sich an einer Imbissbude mit ihrer Chefin Michaela treffen.

## Produktion und Hintergrund
Die Dreharbeiten fanden an 26 Drehtagen vom 15. März bis zum 2. Mai 2022 in Berlin, Schlaubetal, Hamburg und im Berchtesgadener Land statt.
Produziert wurde der Film von der deutschen DCM Pictures GmbH in Koproduktion mit der Bucket GmbH, beteiligt war das ZDF. Als Produzenten fungierten Sonja Schmitt, Christoph Daniel und Marc Schmidheiny und als Koproduzenten Kirstin Wille, Detlev Buck, Dario Suter und Joel Brandeis. Unterstützt wurde die Produktion vom Deutschen Filmförderfonds, von der Filmförderungsanstalt, vom FilmFernsehFonds Bayern, von der Medienboard Berlin-Brandenburg GmbH und der MOIN Filmförderung Hamburg Schleswig-Holstein.
Die Kamera führte Martin Farkas, die Musik schrieben Jörg Gollasch, Nora Steiner und Madlaina Pollina (Steiner & Madlaina), die Montage verantwortete Eva Schnare und das Casting Anja Dihrberg-Siebler. Das Kostümbild gestaltete Ulé Barcelos, das Szenenbild Dorle Bahlburg, den Ton Bernhard Joest und Dominik Schleier und das Maskenbild Marika Knappe.
Bei dem Film handelt es sich um das Langspielfilm-Regiedebüt von Charly Hübner, der zuvor bei den Dokumentationen Wildes Herz (2017) und 16 × Deutschland (2013, Sektion Mecklenburg-Vorpommern) Regie geführt hatte. Hübners Ehefrau Lina Beckmann übernahm die Rolle des Erzengels Michaela.

## Veröffentlichung
Der Film wurde Mitte Juli 2023 im Rahmen des Zeise Open Air in Hamburg vorgestellt. Am 27. August 2023 wurde er im Rahmen des Fünf Seen Filmfestival gezeigt.
In Deutschland kam der Film am 31. August 2023 in die Kinos, in Österreich am darauffolgenden Tag. Auf Blu-ray Disc wurde der Film am 12. Januar 2024 veröffentlicht.
Die Veröffentlichung auf ZDF.de ist für den 26. August 2025 vorgesehen.

## Rezeption
Christoph Petersen bewertete den Film auf filmstarts.de mit vier von fünf Sternen. Hübner setze mit seinem Spielfilm-Regiedebüt ein Ausrufezeichen und würze die lebensklug-komische Romanvorlage mit jeder Menge trockenem norddeutschen Humor, einer makabren Melancholie sowie inszenatorischen Ambitionen, die man aus dem deutschen Komödien-Kino ansonsten nicht unbedingt gewöhnt sei.
Anke Sterneborg vergab auf rbb-online.de ebenfalls vier von fünf Sternen. Regisseur und Drehbuchautorinnen übernehmen den lockeren Lebensweisheiten-Plauderton aus der Romanvorlage, schenken ihrer mal märchenhaften, mal komischen, mal rasanten Adaption aber auch ein paar sehr filmische Schauplätze und Visionen.
Bettina Peulecke bezeichnete die Produktion auf ndr.de als exakt austarierte Mischung aus Komödie, Tragödie und Roadmovie und amüsant-berührendem, wunderbarem Film mit großartigen Schauspielern.
Brigitte Krautgartner schrieb auf religion.ORF.at, dass sich hinter Wortwitz und Klamauk die Beschäftigung mit durchaus ernsten Themen verberge. Der Film sei eine Art anarchistischer Totentanz, in dem es zu geradezu absurd-komischen Situationen komme. Wer auch an ernste Fragen mit einer Portion Humor herangehe, werde an diesem Film seine Freude haben.
Tilmann P. Gangloff (fünf von sechs Sterne) meinte auf tittelbach.tv, dass die für ein Erstlingswerk vergleichsweise aufwendig wirkende Tragikomödie nicht nur wegen des spielfreudigen Ensembles sehenswert sei, auch die Bildgestaltung sei einfallsreich. Herausragend sei Marc Hosemann als Tod.

## Auszeichnungen und Nominierungen
Deutscher Filmpreis 2024
- Nominierung in der Kategorie Beste männliche Hauptrolle (Marc Hosemann)[21]

Ernst-Lubitsch-Preis 2024
- Auszeichnung für Marc Hosemann[22]